# BB 69200
Ne doit pas être confondu avec BB 69000.
,,,
Les BB 69200 sont des locomotives issues de la rénovation et remotorisation de BB 66000 entre 2004 et 2009 pour les activités Fret et Infra de la SNCF.
Bien qu'elles soient aussi nommées « BB 69000 » par simplification, elles ne doivent pas être confondues avec les BB 69000, locomotives prototypes de grande puissance contemporaines des CC 70000.

## Établissements Matériel Traction puis Technicentre titulaires
- Sotteville[6]
- Avignon[6]
- STF Avignon-Miramas[7]
- STF LOC INFRA SLI[7],[8]
- STF LOC INFRA SLB[8]
- STF LOC THERM. FRET[8]

Répartition des 57 locomotives au 31 janvier 2023

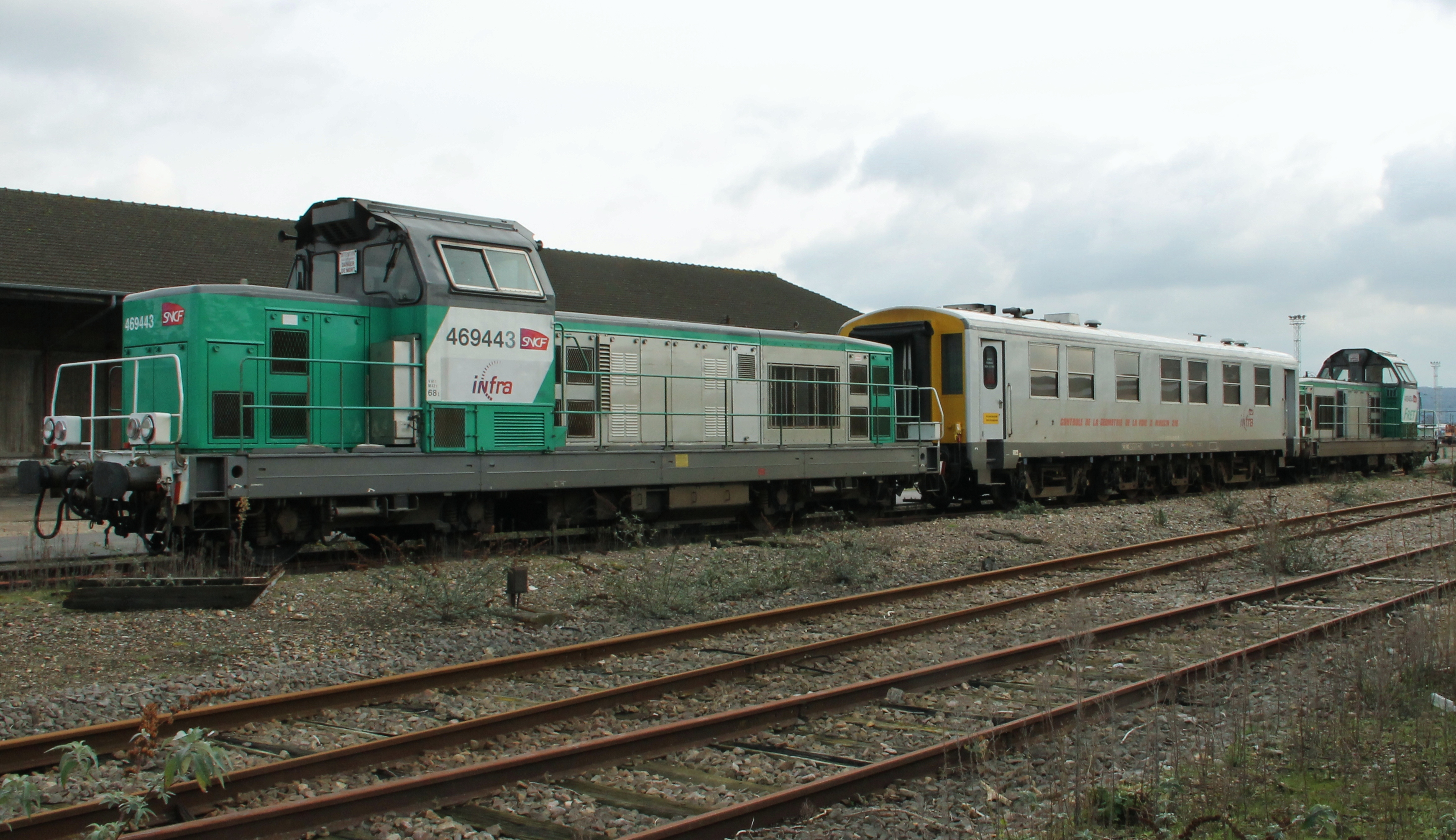
BB 69443 (livrée Fret mais avec logo Infra) et 69454 (livrée Fret) et voiture Mauzin à Sotteville.

| STF | Désignation                                  | Ville      | Nombre de machines |
| --- | -------------------------------------------- | ---------- | ------------------ |
| SLI | STF Infrarail                                | Chalindrey | 56 locomotives     |
| SNU | STF Transilien ligne N et U + Paris-Chartres | Montrouge  | 1 locomotive       |

## Modélisme

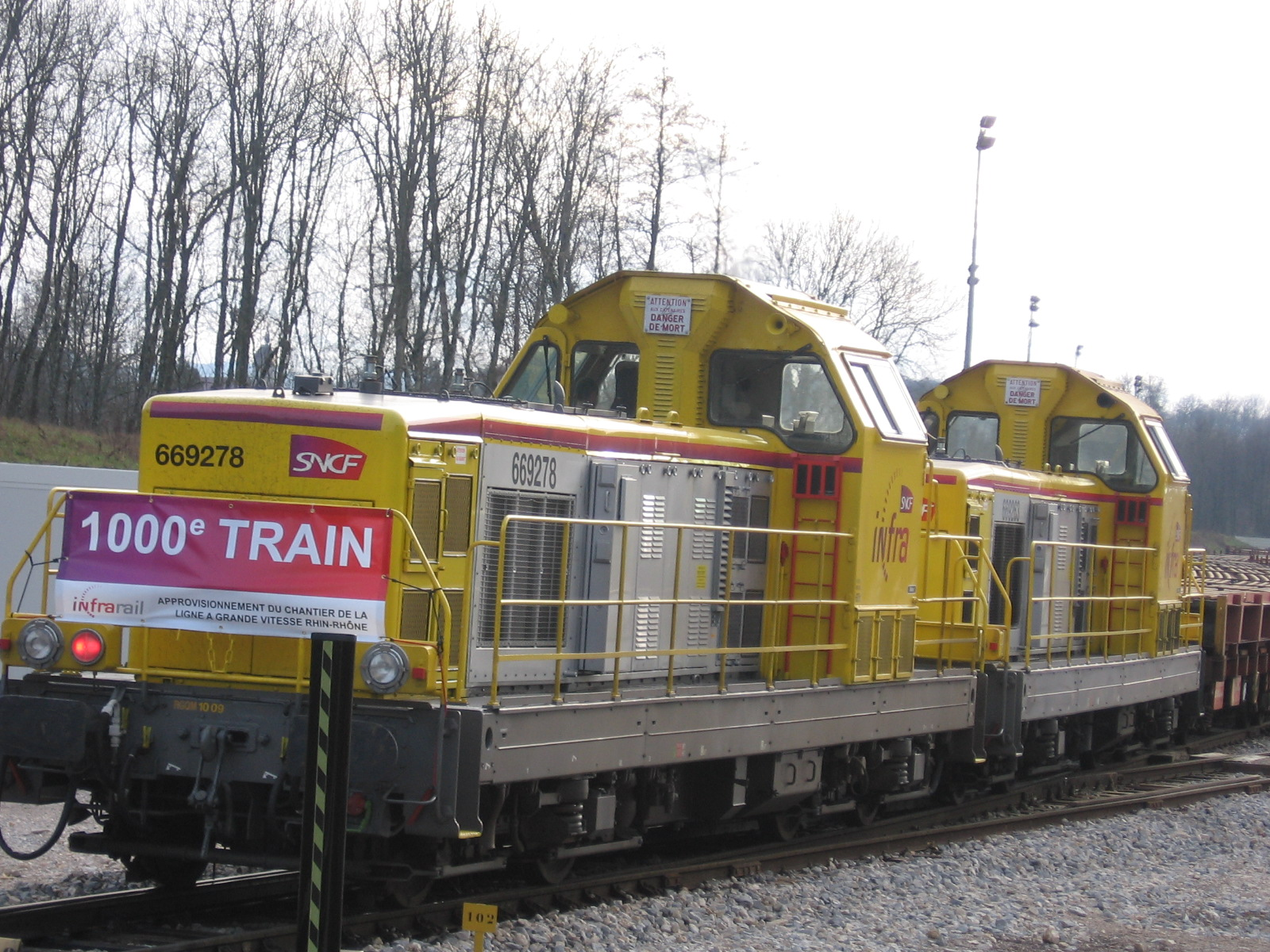
69200 Infrarail base travaux de Villersexel (LGV RR).

La BB 4-69248 est sortie en septembre 2011 en modélisme ferroviaire par Jouef, à l'échelle HO.